# Eubliastes pollonerae
Eubliastes pollonerae är en insektsart som först beskrevs av Griffini 1896.  Eubliastes pollonerae ingår i släktet Eubliastes och familjen vårtbitare. Inga underarter finns listade i Catalogue of Life.